# Người Khách Gia
Về ngôn ngữ hay phương ngữ, xem Tiếng Khách Gia.
Khách Gia, hay Hakka, còn gọi là người Hẹ (chữ Hán: 客家; bính âm: kèjiā; nghĩa đen là "nhà khách") là một tộc người Hán  có tổ tiên được cho là gốc gác ở khu vực các tỉnh Hà Nam và Sơn Tây ở miền bắc Trung Quốc cách đây 2700 năm. Họ đã di cư xuống phía nam vì bất ổn, loạn lạc và sự xâm lấn ngoại bang từ thời nhà Tấn (265-420). Những cuộc di cư tiếp theo diễn ra vào cuối thời nhà Đường khi Trung Quốc bị chia năm xẻ bảy, vào giữa thời nhà Tống, rồi làn sóng người tị nạn tràn xuống phía nam khi người Nữ Chân chiếm được kinh đô Tống, sau đó là khi nhà Tống bị người Mông Cổ tiêu diệt, rồi khi nhà Minh bị sụp đổ bởi bàn tay người Mãn Châu, tộc người đã tạo lập nên nhà Thanh. Người Khách Gia đã tham gia tích cực vào cuộc khởi nghĩa Thái Bình Thiên Quốc do Hồng Tú Toàn lãnh đạo.
Hiện nay người Khách Gia tập trung ở các vùng miền Nam Trung Quốc như tỉnh Quảng Đông, tây Phúc Kiến, Giang Tây, nam Hồ Nam, Quảng Tây, nam Quý Châu, đông nam Tứ Xuyên, các đảo Hải Nam và Đài Loan. Tuy có những khác biệt về ngôn ngữ với cư dân xung quanh nhưng người Khách Gia không được coi là một dân tộc riêng biệt mà chỉ được xem là một bộ phận của người Hán. Ban đầu, người dân địa phương tưởng họ không phải là người Hán nhưng những nghiên cứu về phả hệ đã cho thấy người Khách Gia cũng có tổ tiên chung với dân địa phương. Tại Việt Nam, người Khách Gia còn được gọi là người Hẹ hay người Ngái.

## Lịch sử

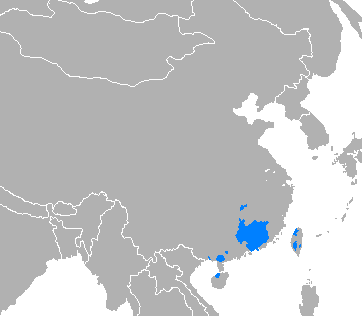
Phân bố người Khách Gia tại Trung Quốc hiện nay

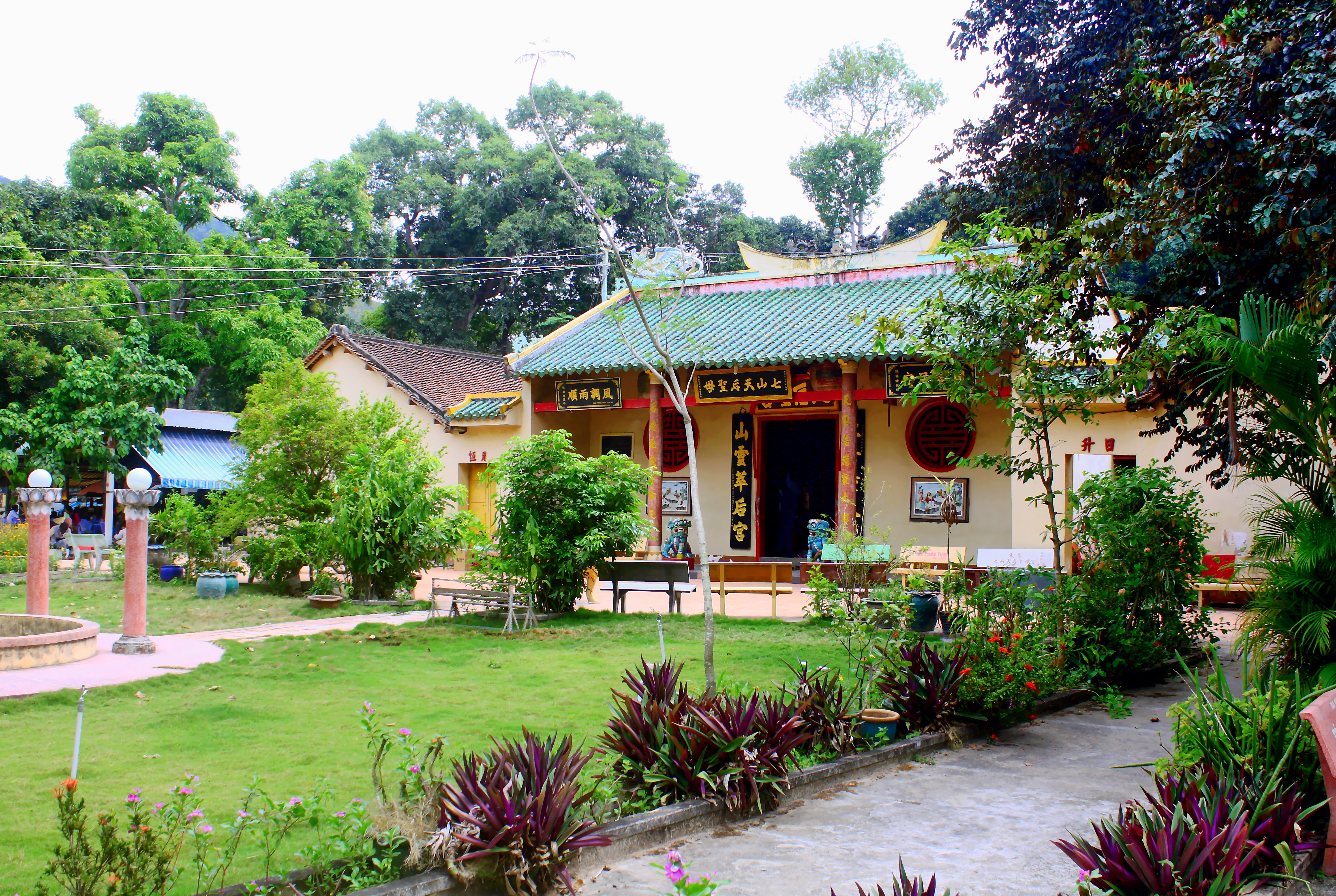
Chùa Bà Nước Hẹ của tộc người Việt gốc Hẹ thờ Thiên Hậu Thánh mẫu ở xã Tân Lợi, Tịnh Biên

## Người Khách Gia ở Phúc Kiến

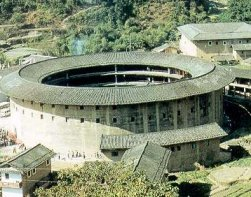
Thổ lâu tại huyện Vĩnh Định, Phúc Kiến